# Yellow River (Wisconsin)
Pour les articles homonymes, voir Yellow River (homonymie).
La rivière Yellow River est un cours d'eau qui coule dans l'État du Wisconsin aux États-Unis et un affluent de la rivière Chippewa.

## Géographie
Sa source est située dans la Forêt nationale de Chequamegon-Nicolet près de la baie Chequamegon.
Ses eaux alimentent le bassin fluvial du fleuve Mississippi.
Depuis la construction d'un barrage hydro-électrique sur la rivière Chippewa en 1917, la rivière Yellow s'écoule dans un lac artificiel, le lac Wissota.